# الحاكور
الحاكور هي قرية لبنانية من قرى قضاء عكار في محافظة الشمال. تقع في تجمع للقرى يسمى نجد عكار. في القدم كانت تسمى مشيلحة الحاكور لكن مع الوقت أصبحت تسمى الحاكور فقط. بحيث تدور عنها قصص كثيرة أن الحاكور نشأت منذ وصول 3 أخوة إليها قادمين من جبل لبنان، وقد استقروا فيها بعد مرورهم بالميناء في طرابلس، وكان أكبرهم اسمه مشيلح وأصغرهم اسمه فاضل، إضافة إلى نصر.
عائلات الحاكور هي: عبد المسيح، منصور، نصر، الخوري، مشيلح، عجيمي، فاضل، خوري، شما، حداد، عكاري، الشيخ، بربر، جبور، حصني.
مجلس بلدية الحاكور يتألف من 12 عضو ومختار وأغلب الأوقات يتم اختيار الرئيس والأعضاء والمختار بالتراضي بين أبناء الضيعة.
يوجد في الحاكور فندق ومطعم ومقهى ومسبح ومطعم الطاحونة من أكثر المطاعم المقصودة من قبل السواح الأجانب وأبناء المدن لموقعه الملاصق لمجرى نهر عرقة وشلاله وللمطحنة الأثرية التي بني عليها المطعم والتي لا تزال في حال مناسبة للاستخدام.